# Caio Júlio César
Caio Júlio César foi um nome utilizado por diversos homens da gente Júlia na Roma Antiga. Era também o nome completo (tria nomina) do famoso Júlio César e o nome de diversos romanos famosos, inclusive o pai dele, durante a República Romana. Caio era um dos três prenomes (nomes) dos Júlios Césares, os outros dois sendo Júlio e Sexto.

## Era republicana
- Caio Júlio César, bisavô de Júlio de César. Seu nome é conjectural. De acordo com William Berry, ele era filho de Sexto Júlio César, que foi pretor em 208 a.C.[1] De acordo com William Smith, que se baseia em conjecturas de Drumann, ele era filho de Sexto Júlio César, que restaurou a liberdade de Abdera, e seria o senador Caio Júlio citado por Tito Lívio, que compôs, em c. 143 a.C., uma história de Roma em grego[2].
- Caio Júlio César era o avô do famoso Júlio César. Nada se sabe sobre sua carreira; é possível que ele tenha sido pretor, mas poucos pretores desta época tiveram seus nomes preservados. Ele se casou com Márcia, da família patrícia dos Márcios Rex, uma união que seu pai deve ter arranjado. Ele, por sua vez, arranjou o casamento de seu próprio filho com uma mulher da família Aurélia do ramo dos Cota (Aurélia Cota), que eram nobres plebeus até meados do século III a.C., quando dois ancestrais conseguiram o consulado. Ele foi ou afortunado ou perspicaz ao escolher um antigo tribuno da plebe de uma família obscura como marido de sua filha Júlia: este homem era Caio Mário, o homem novo e cônsul por sete vezes[3].
- Caio Júlio César (Caio Júlio César, o Velho), o pai de Júlio César e aliado do cunhado Mário. Em 103 ou 100 a.C., ele participou de uma comissão para distribuir terras para um grupo formado principalmente por veteranos que serviram sob Mário. Ele foi pretor por volta de 92 a.C. e procônsul da Ásia por dois anos ou mais, mas parece ter deixado a sua província antes da Guerra Mitridática. Ele escolheu não concorrer a um consulado e levou uma vida pacata nas redondezas de Roma, morrendo em 85 a.C. na região de Pisa[4].
- Caio Júlio César Estrabão Vopisco (c. 130–87 a.C.), filho de um Lúcio Júlio César e Popília.

## Era imperial
Da mesma forma que o filho adotivo, Otaviano, posteriormente conhecido por Augusto, enfatizou sua ligação com o ditador assassinado através de seu nome, a prática foi continuada por seus sucessores (ou potenciais sucessores) na Dinastia júlio-claudiana de imperadores romanos.
- Caio Júlio César Otaviano Augusto (63 a.C.–14 d.C.), ditador vitalício e famoso general romano.
- Caio César (20 a.C.–4 d.C.)
- Caio Júlio César Germânico, mais conhecido por Calígula (12–41).